# Bieriozowka (rejon artiński)
Bieriozowka (ros. Берёзовка) – wieś (dieriewnia) w Rosji, w obwodzie swierdłowskim, w rejonie artińskim. W 2021 liczyła 543 mieszkańców.